# نیروی هوایی سوریه
نیروی هوایی سوریه (به عربی: القوات الجوية السورية)، شاخه هوایی نیروهای مسلح سوریه است.

## پایگاه‌های هوایی
- پایگاه هوایی الجراح در استان حلب
- پایگاه هلی‌برد تفتناز در استان ادلب
- پایگاه هوایی طبقه در استان رقه
- پایگاه هوایی شعیرات در استان حمص
- پایگاه هوایی ابوظهور در استان ادلب
- پایگاه هوایی دیر الزور در استان دیرالزور
- پایگاه هوایی تی ۴ در استان حمص
- پایگاه هوایی نیرب در استان حلب
- پایگاه هوایی کویرس در استان حلب
- پایگاه هلی برد منغ در استان حلب
- پایگاه هوایی حماه در استان حماة
- پایگاه هوایی مزه در استان دمشق
- پایگاه هوایی ضمیر در استان دمشق
- پایگاه هوایی خلخله در استان سویدا
- پایگاه هوایی مرج السلطان در استان دمشق

## ابداعات
در جریان جنگ داخلی سوریه، برای نخستین‌بار نیروی هوایی سوریه اقدام به ساخت و پرتاب بمب‌های بشکه‌ای علیه مواضع مخالفان کرد. البته دولت بشار اسد استفاده از بمب‌های بشکه‌ای را در ارتش سوریه انکار می‌کند.

## حملات ۲۰۲۴
با پایان یافتن حملات ۲۰۲۴ اپوزیسیون سوریه به رهبری هیئت تحریر شام و سقوط رژیم اسد، ارتش اسرائیل حملات گسترده‌ای را علیه تأسیسات و تسلیحات نیروی هوایی سوریه انجام داد که بنابر اعلام یک دیپلمات روسی در این حملات حدود ۹۰٪ پدافند هوایی سوریه و نیمی از نیروی هوایی سوریه نابود شد.